# Schaltsystem (Technische Informatik)
Der Begriff Schaltsystem bezeichnet in der Technischen Informatik digitale Systeme, die als Steuerteil technischer Geräte und Anlagen fungieren, und bildet den Oberbegriff der beiden folgenden Begriffe:
- Schaltnetze (kombinatorische Schaltsysteme) erzeugen für jede Kombination ihrer Eingangswerte stets die jeweils gleichen Ausgangswerte
- Schaltwerke (sequenzielle Schaltsysteme, Folgeschaltungen) können für Folgen gleicher Eingangswerte unterschiedliche Ausgangswerte erzeugen. Diese Funktionalität kann mit Hilfe elektromechanischer, elektronischer oder pneumatischer Schaltelemente erzeugt werden.